# Тошев Усмон Кудратович
Усмон Кудратович Тошев (узб. Usmon Qudratovich Toshev/Усмон Қудратович Тошев, нар. 23 вересня 1965, Бухара) — узбецький футболіст, що грав на позиції півзахисника. По завершенні ігрової кар'єри — тренер. З 2024 по 2025 рік очолював тренерський штаб команди Афганістан. Виступав, зокрема, за клуб «Бухара», а також національну збірну Узбекистану. Володар Кубка АФК (як тренер).

## Клубна кар'єра
У команді майстрів Усмон Тошев дебютував 1985 року виступами за команду другої ліги СРСР «Зарафшан» (Навої), в якій грав до 1987 року, взявши участь у 52 матчах чемпіонату. У 1988 році футболіст грав у складі команди першої радянської ліги «Пахтакор», після чого повернувся до клубу «Бухара», в якому грав до 1991 року. У 1992 році Тошев перейшов до клубу першої ліги Росії «Атоммаш», але ще цього року повернувся до клубу «Бухара». Ще в 1992 році футболіст поїхав до угорського клубу «Сольнок», у якому грав до кінця 1993 року. На початку 1994 року футболіст повернувся до «Бухари», де грав до 1998 року. У 1998 році Тошев грав у складі грецького клубу «Кераціні», після чого повернувся до клубу «Бухара», в якому грав до закінчення виступів на футбольних полях у 1999 році.

## Виступи за збірну
У 1994 році Усмон Тошев провів 2 матчі у складі національної збірної Узбекистану.

## Кар'єра тренера
Відразу по завершенні кар'єри гравця Усмон Тошев розпочав тренерську кар'єру, і в 2000 році очолив тренерський штаб свого колишнього клубу «Бухара», де працював до 2007 року. Одночасно Тошев у 2006 році був асистентом головного тренера національної збірної Узбекистану. У 2008 році Тошев став виконуючим обов'язки головного тренера клубу «Насаф». У 2009 році тренер очолював клуб «Шуртан».
У 2009—2011 роках Усмон Тошев очолював ташкентський «Спартак»). У 2011—2012 роках тренер удруге за кар'єру працював у клубі «Насаф». У 2013 році Тошев очолював бухарський «Спартак». У 2014—2015 роках узбецький спеціаліст працював у афганському клубі «Де Майванд Аталан». У 2017 році тренер очолював узбецький клуб «Андижан». У 2018 році Тошев знову працював у Афганістані, де на чолі клубу «Туфан Геріруд» виграв чемпіонат Афганістану.
У 2018 році Усмон Тошев працював головним тренером юнацької збірної Узбекистану. У 2018 році тренер очолив національну збірну Таджикистану та одночасно керував олімпійською збірною Таджикистану. У Таджикистані узбецький тренер працював до 2021 року, після чого на батьківщині працював у федерації футболу координатором діяльності юнацьких, молодіжних та національної збірної Узбекистану. З 2024 року Усмон Тошев працює головним тренером національної збірної Афганістану.

## Титули і досягнення

### Як тренера
- Володар Кубка АФК (1):

«Насаф»: 2011
- Чемпіон Афганістану (1):

«Туфан Геріруд»: 2018